# Haitham Kadhim
Haitham Kadhim Tadir (20 novembre 1983) è un ex calciatore iracheno, di ruolo centrocampista.

## Carriera

### Club
Comincia a giocare all'Al Quwa Al Jawiya. Nel 2002 viene acquistato dall'Al-Zawraa. Nel 2006 passa all'Arbil. Nell'estate 2007 si trasferisce in Giordania, all'Al-Baqa'a. Nel gennaio 2008 passa al Sepahan, squadra della massima serie iraniana. Nell'estate 2008 viene acquistato dall'Esteghlal Ahvaz. Nel 2009 torna in patria, all'Al Quwa Al Jawiya.

### Nazionale
Ha debuttato in Nazionale nel 2003. Ha partecipato, con la Nazionale, alla Coppa d'Asia 2007. Ha collezionato in totale, con la maglia della Nazionale, 65 presenze.

## Palmarès

### Nazionale
- Coppa d'Asia: 1

2007